# Briarachnia robusta
Briarachnia robusta is een mosdiertjessoort uit de familie van de Arachnopusiidae. De wetenschappelijke naam van de soort is voor het eerst geldig gepubliceerd in 1984 door Dennis P. Gordon.